# Ingeborg Gabriel
Ingeborg Gerda Gabriel (* 24. April 1952 in Wels, Oberösterreich) ist eine österreichische römisch-katholische Theologin und Sozialwissenschaftlerin (Ökonomie, internationale Beziehungen).
Sie hat seit 1997 den Lehrstuhl für Sozialethik an der Katholisch-Theologischen Fakultät der Universität Wien inne. Ihre Forschungsschwerpunkte sind (sozial-)ethische Grundlagen, internationale Ethik mit besonderem Schwerpunkt Menschenrechtsethik, Wirtschaftsethik und Ökologie. Sie ist gegenwärtig Sonderbeauftragte der Organisation für Sicherheit und Zusammenarbeit in Europa (OSZE) im Kampf gegen Rassismus, Xenophobie, Intoleranz und Diskriminierung vor allem gegen Christen und Mitglieder anderer Religionen (2017, 2019). Der ökumenische Diskurs spielt für sie eine ebenso große Rolle wie der interreligiöse Dialog, in dem sie seit Jahren aktiv ist.

## Biografie
Ingeborg G. Gabriel wurde in Wels (Oberösterreich) geboren. Sie war Stipendiatin des American Field Service (AFS) in Long Beach, Kalifornien (1968/69). Von 1970 bis 1974 studierte sie Volkswirtschaftslehre an der Universität Wien und schloss das Studium mit dem Magister der Sozial- und Wirtschaftswissenschaften (Mag. rer. soc. oec.) ab. Im Zweitfach hörte sie Philosophie und Germanistik. Von 1974 bis 1976 absolvierte sie das Post-Graduate Studium für Internationale Beziehungen an der Diplomatischen Akademie in Wien und erwarb den Grad eines Masters. 2010 wurde sie in die Hall of Fame der Akademie aufgenommen.
Sie arbeitete in der Folge als internationale Beamtin beim Entwicklungshilfeprogramm der Vereinten Nationen (UNDP) in New York (1976/1977), in Katmandu, Nepal (1977/1978) und als Vice-Resident Representative in Ulan Bator, Volksrepublik der Mongolei (1978–1980). Danach studierte sie Theologie in Wien und schloss das Studium mit dem Mag. theol. (1986) und dem Dr. theol. (1989) in alttestamentlicher Bibelwissenschaften bei Professor Braulik ab. Daneben war sie zuerst freie Mitarbeiterin beim ORF (1981/1982) und dann Universitätsassistentin am Institut für Ethik und Sozialwissenschaften (ab 1982). 1995 wurde sie Assistenzprofessorin und Leiterin der Abteilung für Internationale Ethik an der Katholisch-Theologischen Fakultät der Universität Wien.
Im Jahre 1997 wurde sie zur Ordentlichen Universitätsprofessorin ernannt. Sie war die erste Frau in der Geschichte der Katholischen-Fakultät der Universität Wien (gegründet 1384), die zum Ordinarius ernannt wurde. Sie hat seither den Lehrstuhl für Christliche Gesellschaftslehre und Sozialethik inne. In ihrer wissenschaftlichen Forschung und Lehre beschäftigt sie sich einerseits mit Grundlegungsfragen der Sozialethik, anderseits mit Fragen angewandter politischer und Wirtschaftsethik, wobei die ökumenische und interreligiöse Zusammenarbeit ihr ein besonderes Anliegen ist. Im Jahre 2008 verbrachte sie ein Sabbatsemester als Fellow am Institute on Culture Religion and World Affairs (Professor Peter L. Berger) der Boston University.
Ingeborg Gabriel war Präsidentin der Vereinigung für Sozialethik in Mitteleuropa (2011–2019). In dieser Zeit unterrichtete sie und hielt Vorträge in vielen Ländern der Region. Sie initiierte und koordinierte das von der EU finanzierte CEEPUS-Programm „Ethics and Politics in the European Context“, an dem 17 mitteleuropäische Universitäten und Institute mit sozialwissenschaftlichen, sozialethischen und theologischen Fächern beteiligt waren und das zwischen 2012 und 2017 mehr als 400 Studierenden und Lehrenden einen akademischen Austausch ermöglichte.
Ingeborg Gabriel war seit den 1980er Jahren im interreligiösen, speziell im christlich-muslimischen Dialog aktiv. Von 2001 bis 2008 war sie Mitglied des Steering Committee des Vienna Christian-Islamic Round Table (VICIRoTa). Die in diesen Jahren erschienenen Bände zu sozialen Themen im christlich-muslimischen Dialog sind in mehreren Sprachen online abrufbar. Im Jahre 2006 gründete sie (gem. mit Irmgard Marboe) die Vienna Christian-Islamic Summer University, deren Vizedirektorin sie bis 2014 war und an der sie in dieser Zeit unterrichtete. Sie gehörte 2010 bis 2016 dem Board des Dialogue Institute der Temple University (Philadelphia) an und ist Associate Editor des Journal für Ecumenical Studies, Jurymitglied der Stiftung Centesimus Annus-Pro Pontifice und Mitglied von Catholic Theological Ethics in the World Church (CTEWC), des Board des ERC Projects Postsecular Conflicts, des wissenschaftlichen Beirats des Jahrbuchs für christliche Sozialwissenschaften sowie des Wissenschaftlichen Beirat der Edith-Stein-Gesellschaft.
Ingeborg Gabriel hatte eine Vielzahl universitärer Funktionen inne. Sie war Mitglied des Gründungskonvents der Universität Wien; Senatorin der Universität Wien (1997–2006; 2010–2013), und Vizedekanin der Katholisch-Theologischen Fakultät (2010–2012), sowie lange Jahre Institutsvorstand des Instituts für Sozialethik (1997–2016). Sie ist Leiterin des Fachbereichs Sozialethik und Stv. Institutsvorstand des Instituts für Systematische Theologie und Ethik (seit 2017).
Von außeruniversitären Funktionen seien genannt: Direktorin der „Iustitia et pax“-Kommission der Österreichischen Bischofskonferenz (2008–2016), die sich gesellschaftspolitischen Grundsatzfragen rund um die Themen Frieden, Gerechtigkeit und Menschenrechten widmet sowie Vizepräsidentin der „Iustitia et pax“ Kommissionen in Europa (2013–2019). Sie ist Vizevorsitzende des Ethikbeirats des Bankhauses Schellhammer & Schattera (Wien).
Ingeborg Gabriel behandelt zudem in zahlreichen medialen Beiträgen in Tages- und Wochenzeitungen sowie für das Fernsehen und Radio aktuelle Fragen der Ethik und Sozialethik für ein breiteres Publikum.

## Publikationen (Auswahl)
- Monographien und herausgegebene Bände:
- (gem. mit Peter. G. Kirchschläger / Richard Sturn (Hg.)): Eine Wirtschaft, die Leben fördert. (Grünewald Ostfildern).
- 2017 (gem. mit Kristina Stoeckl / Aristotle Papanikolaou (Hg.)): Political Theologies in Orthodox Christianity. Common Challenges - Divergent Positions. (T&T Clark London).
- 2013 (gem. mit Petra Steinmair-Pösel (Hg.)): Gerechtigkeit in einer endlichen Welt: Ökologie - Wirtschaft – Ethik. (Grünewald: Ostfildern) (2. Aufl. 2014).
- 2012 (gem. mit Alexandros K. Papaderos / Ulrich H. J. Körtner (eds.)): Trilogy of Social Ethics: Orthodox – Catholic – Protestant (Ecumenical Press: Philadelphia).
- 2012 (gem. mit Helmut Renöckl (Hg.)): Solidarität in der Krise. Auf der Suche nach neuen Wegen (Echter: Würzburg).
- 2011 (gem. mit Ludwig Schwarz (Hg.)): Weltordnungspolitik in der Krise: Perspektiven internationaler Gerechtigkeit (Schöningh: Paderborn).
- 2010 (gem. mit Cornelia Bystricky (Hg.)): Kommunismus im Rückblick. Ökumenische Perspektiven aus Ost und West (1989-2009). (Grünewald: Ostfildern).
- 2008 (Hg.): Politik und Theologie in Europa: Perspektiven ökumenischer Sozialethik. (Grünewald: Ostfildern).
- 2007 (gem. mit Franz Gassner (Hg.)): Solidarität und Gerechtigkeit. Ökumenische Perspektiven. Ostfildern.
- 2005 (gem. Alexandros K. Papaderos  / mit Ulrich  H. J. Körtner (Hg.)): Perspektiven ökumenischer Sozialethik. Der Auftrag der Kirchen im größeren Europa. (Grünewald: Ostfildern) (2. Aufl., Ostfildern 2006).
- 2001 (gem. mit Christa Schnabl / Paul M. Zulehner (Hg.)): Einmischungen. Zur politischen Relevanz der Theologie. (Schwabenverlag: Ostfildern).
- 1995 Gewalt in Europa. Ursachen – Hintergründe – Auswege. (Pustet: Regensburg).
- 1990 Friede über Israel: Eine Untersuchung zur Friedenstheologie in Chronik I 10 - II 36. (Bibelwerk: Klosterneuburg).

Artikel und Buchbeiträge (in Auswahl ab 1997)
- 2019 Antigone war nicht nur hier. Die Achsenzeittheorie als kulturgeschichtliche Fundierung der Menschenrechte. In: Patricia Hladschick / Fiona Steinert (Hg.), Menschenrechten Gestalt und Wirksamkeit verleihen ~ Making Human Rights Work. Festschrift für Manfred Nowak und Hannes Tretter, NWV Verlag, Wien 719–730.
- 2018 Ist das Gemeinwohl überholt? Zur politischen Aktualität eines Prinzips der katholischen Soziallehre. In: Bartosz Rydliński / Slawomir Sowiński / Radoslaw Zenderowski (Hg.): Wolnosc. Wieczne wyzwanie, Warschau, 461–479.
- 2018 Erosion der Demokratie? Eine Problemanzeige. In: Forum Schulstiftung. Zeitschrift für die Katholischen Freien Schulen der Erzdiözese Freiburg, 28. Jahrgang, 8–22.
- 2017 Ökonomik – Theologie – Sozialethik. Divergenzen und Konvergenzen. In: Ingeborg Gabriel / Peter G. Kirchschläger / Richard Sturn (Hg.): Eine Wirtschaft, die Leben fördert. Wirtschafts- und unternehmensethische Reflexionen im Anschluss an Papst Franziskus, Ostfildern, 23–49.
- 2017 Menschenrechte und Religionen – Verbündete oder Gegner?. In: Peter G. Kirchschläger (Hg.): Die Verantwortung von nichtstaatlichen Akteuren gegenüber den Menschenrechten (Religionsrechtliche Studien 4), Zürich, 33–52.
- 2017 Political Theology under the Conditions of Modernity: A Catholic Perspective. In: Kristina Stoeckl / Ingeborg Gabriel / Aristotle Papanikolaou (ed.): Political Theologies in Orthodox Christianity. Common Challenges - Divergent Positions. London, 55–74.
- 2017 Truth in Earthen Vessels. Catholic Reflections on Contextualization. In: Journal of Eastern Christian Studies 69 (1–4), 357–372.
- 2017 Die Ökologie als Frage nach dem „neuen Menschen“. In: Michael Biehl / Bernd Kappes / Bärbel Wartenberg-Potter (Hg.): Grüne Reformation. Ökologische Theologie, Hamburg, 83–108.
- 2017 Das tägliche Brot für alle. Welternährung als Gerechtigkeitsfrage der Gegenwart. In: Internationale Katholische Zeitschrift Communio, 46. Jahrgang, Januar/Februar, 52–65.
- 2016 Das humanistische Credo des Zweiten Vatikanums und seine Neuinterpretation durch Papst Franziskus. Von Gaudium et Spes zu Evangelii Gaudium und Laudato Si. In: Kurt Appel, Jakob Helmut Deibl (Hrsg.): Barmherzigkeit und zärtliche Liebe. Das theologische Programm von Papst Franziskus. Freiburg / Basel / Wien, S. 128–140.
- 2016 Spannende Zeiten. In: Konrad Hilpert (Hg.): Theologische Ethiker im Spiegel ihrer Biographie. Stationen und Kontexte, Paderborn, 165–184.
- 2016 Anerkennung und Theologie der Menschenrechte in der Katholischen Kirche. In: Vasilios N. Makrides / Jennifer Wasmuth / Stefan Kube (Hg.): Christentum und Menschenrechte in Europa. Perspektiven und Debatten in Ost und West (Erfurter Studien zur Kulturgeschichte des orthodoxen Christentums 11), Frankfurt am Main, 149–164.
- 2015 Die Enzyklika "Laudato Si". Ein Meilenstein in der lehramtlichen Sozialverkündigung. In: Internationale Katholische Zeitschrift Communio, 44. Jahrgang, November/Dezember, 639–646.
- 2015 Die europäische Grundrechtecharta. Überlegungen zu Konkretisierung durch die Kirchen. In: Peter Klasvogt / Stefan Klug (Hg.): Europa - Wertegemeinschaft oder Wirtschaftsunion? Zur Prägekraft des Katholizismus in Mitteleuropa, Paderborn, 65–89.
- 2014 Communio und Synchoresis. Zur ökumenischen Dimension christlicher Ethik im heutigen Europa. In: Kyrillos Katerelos (Hg.): Ekeyos eis timen. Festschrift zum 25-jährigen Jubiläum der Bischofsweihe und 20-jährigen Jubiläum der Inthronisation zum Metropoliten von Austria und Exarchen von Ungarn und Mitteleuropa Dr. Michael Staikos, Athen, 269–284.
- 2014 Verantwortung in der Zeit. Das Ökumenische Sozialwort als Impuls zum Engagement. In: Severin J. Lederhilger (Hg.): Wer ist mein Nächster? Das Soziale in der Ego-Gesellschaft. 15. Ökumenische Sommerakademie, Linzer Philosophisch-Theologische Beiträge, Band 29, Frankfurt am Main, 127–147.
- 2014 Menschenrechte und Religionen: Kann der Brückenschlag gelingen? Theologische Stolpersteine und Ressourcen. In: Brigitte Schinkele / René Kuppe / Stefan Schima [u. a.] (Hg.): Recht Religion Kultur, Festschrift für Richard Potz zum 70. Geburtstag, Wien, 87–101.
- 2014 Perspektiven katholischer Sozialethik für eine soziale Gestaltung Europas. In: Hermann Schoenauer (Hg.): Sozialethische Dimensionen in Europa. Von einer Wirtschaftsunion zu einer Wertegemeinschaft, Stuttgart 2014, 33–52.
- 2014 Zur Einführung - Ökologie als Gerechtigkeitsfrage der Gegenwart. In: Ingeborg Gabriel / Petra Steinmair-Pösel (Hg.): Gerechtigkeit in einer endlichen Welt: Ökologie - Wirtschaft – Ethik, Ostfildern, 9–31.
- 2013 Naturrecht, Menschenrechte und die theologische Fundierung der Sozialethik. In: Markus Vogt (Hg.): Theologie der Sozialethik (Quaestiones Disputatae 255), Freiburg/Basel/Wien, 229–251.
- 2013 Autonomie der irdischen Wirklichkeiten. Reflexionen zu einer komplexen Konzilsmetapher. In: Mariano Delgado / Michael Sievernich (Hg.): Die großen Metaphern des Zweiten Vatikanischen Konzils. Ihre Bedeutung für heute, Freiburg/Basel/Wien, 267–286.
- 2013 gem. mit Irene Klissenbauer, Klagen gegen Blasphemie? Zum schwierigen Verhältnis von Religions- und Meinungsfreiheit. In: Thomas Weißer (Hg.): Kann man Gott beleidigen? Zur aktuellen Blasphemie Debatte (Theologie kontrovers), Freiburg, 179–191.
- 2013 Zur Zukunft der Demokratie unter Globalisierungsbedingungen. Eine sozialethische Problemanzeige. In: Jahrbuch für Christliche Sozialwissenschaften, Bd. 54, 83–104.

- 2013 Where Difference Matters: Social Ethics in the Contemporary World. In: Journal of Ecumenical Studies 48, Nr. 1, 97–106.
- 2012 „In der Welt, aber nicht von der Welt“. Die katholische Kirche im öffentlichen Raum. In: Alojz Ivanišević (Hg.): Re-Sakralisierung des öffentlichen Raums in Südosteuropa nach der Wende 1989?, Frankfurt am Main, 17–34.
- 2012 Christliche Sozialethik in der Moderne: Der kaum rezipierte Ansatz von Gaudium et spes. In: Jan Heiner Tück (Hg.): Erinnerung an die Zukunft: Das Zweite Vatikanische Konzil, 2. Aufl., Freiburg im Breisgau, 605–621.
- 2012 Giving Meaning to Work: The Spiritual Challenge of Our Time. In: Bartholomew C. Okonkwo (ed.): Finding Meaning in Business, Theology, Ethics, and Vocation, New York, 3–11.
- 2011 Wozu taugt die Tugend? Überlegungen zur Aktualität der Tugendethik, in: Karl Baier / Markus Riedenauer (Hg.): Die Spannweite des Daseins: Philosophie, Theologie, Psychotherapie und Religionswissenschaft im Gespräch (Festschrift für Augustinus Wucherer-Huldenfeld zum 80. Geburtstag), Wien, 199–219.
- 2010 Christianity in an Age of Uncertainty: A Catholic Perspective. In: Peter L. Berger (ed.), Between Relativism and Fundamentalism. Religious Resources for a Middle Position, Grand Rapids, 124–151.
- 2010 Why Religions Should Opt for Emancipation. In: Richard Potz / Sabine Kroissenbrunner / Astrid Hafner (eds.): State, Law and Religion in Pluralistic Societies - Austrian and Indonesian Perspectives, Göttingen, 157–163.
- 2010 The Role of Religions in the Public Square: Elements of Transformation Process. In: Richard Potz / Sabine Kroissenbrunner / Astrid Hafner (eds.): State, Law and Religion in Pluralistic Societies, Göttingen, 179–190.
- 2010 Die Faszination von Herrschaft. Die dunkle Seite der Moderne, ihre ökologischen Folgen und der ethische und spirituelle Umgang mit ihnen. In: Geiko Müller-Fahrenholz (Hg.): Friede mit der Erde. Wie überwinden wir unsere Gewalt gegen die Natur?, Frankfurt, 83–112.
- 2010 Like Rosewater. Reflections on Interreligious Dialogue. In: Journal of Ecumenical Studies 45, Nr. 1, 1–23.
- 2010 Westlicher Lebensstil in der Krise. Wie wir leben und wie wir leben sollten. In: Helmut Renöckl / Stephan Baloban (Hg.): Jetzt die Zukunft gestalten. Sozialethische Perspektiven, Wien 2010, 197–226.
- 2009 Paradigmenwechsel in der Sozialethik. In: Johann Reikerstorfer / Martin Jäggle (Hg.): Vorwärtserinnerungen. 625 Jahre Katholisch-Theologische Fakultät der Universität Wien, Göttingen, 145–171.
- 2009 Transformationen. Europa zwanzig Jahre nach der Wende. In: Amos. Internationale Zeitschrift für christliche Sozialethik 3, Heft 4, 3–13.
- 2008 Wie viel christliche Ethik oder Katholische Soziallehre verträgt die Politik? Standortbestimmung und Desiderate im Blick auf Österreich, in: Mariano Delgado / David Neuhold (Hg.): Politik aus christlicher Verantwortung. Ein Ländervergleich Österreich-Schweiz, Innsbruck/Wien/Bozen, 137–155.
- 2008 Auf dem Weg zu einer ökumenischen Sozialethik. In: Amos. Internationale Zeitschrift für christliche Sozialethik 2, Heft 2, 48–50.
- 2008 Weltethos in Bewegung: Zwischen religiöser und säkularer Ethik. In: Erwin Bader (Hg.): Weltethos und Globalisierung, Münster, 149–163.
- 2007 Ist die Re-Theologisierung der Politik ein Übel? Eine Antwort auf Rudolf Burger. In: Friedrich Gleißner / Hanspeter Ruedl / Heinrich Schneider [u. a.] (Hg.): Religion im Öffentlichen Raum. Religiöse Freiheit im neuen Europa, Wien/Köln/Weimar, 115–131.
- 2007 Perspektiven der Sozial- und Wirtschaftsethik. Überlegungen zur Russisch Orthodoxen Sozialkonzeption aus Sicht der katholischen Soziallehre. In: Pro Oriente (Hg.): Die Sozialkonzeption der Russisch Orthodoxen Kirche. Ein Dokument der sozialen Verantwortung, Wien, 132–159 (in Deutsch und Russisch).
- 2007 Interreligiöse Dialoge - ein Weg zu Frieden und Verständigung. In: Gerald Faschingeder / Clemens Six (Hg.): Religion und Entwicklung. Wechselwirkungen in Staat und Gesellschaft, Wien, 205–235.
- 2006 Die verschiedenen Gesichter der Armut. In: Andreas Bsteh / Tahir Mahmood (Hg.): Armut und Ungerechtigkeit - Krisenzeichen der gegenwärtigen Gesellschaftsordnung weltweit, Mödling, 27–37 (auch in Englisch und Arabisch publiziert).
- 2006 Die Menschenrechte als Grundlage der politischen Kultur Europas, in: Helmut Renöckl / Alzbeta Dufferova / Alfred Rammer (Hg.): Rudern auf stürmischer See. Sozialethische Perspektiven in Mitteleuropa, Wien, 152–162.
- 2005 Der lange Schatten der Geschichte: Konflikt und Versöhnung in den christlich-muslimischen Beziehungen. In: Andreas Bsteh / Seyed A. Akrami / Seyed A. Mirdamadi (Hg.): Friede, Gerechtigkeit und ihre Bedrohungen in der heutigen Welt, Mödling, 31–56 (auch in Persisch und Arabisch publiziert).
- 2004 Humanität und Heiligkeit. Spiritualität und Ethik als "Zeichen der Zeit" und als Anfrage an die christlichen Kirchen. In: Paul M. Zulehner (Hg.): Spiritualität - mehr als ein Megatrend? Gedenkschrift für Kardinal Franz König, Ostfildern, 95–107.
- 2004 Die Sozialkonzeption der russisch-orthodoxen Kirche: Ein Beitrag zur christlichen Sozialethik. In: Z. Sarelo (Red.): Zyc godnie w zmieniajacym sie swiecie. Ksiega pamiatkowa ku czci ks. Prof. dra hab. Jana Pryszmonta, Zabki, 349–367.
- 2003 Moral in Zeiten der Globalisierung. Zwischen Säkularität und Religion. In: Ralf Elm (Hg.): Ethik, Politik und Kulturen im Globalisierungsprozess. Eine interdisziplinäre Zusammenführung, Dortmund, 47–64.
- 2003 Die christlichen Kirchen in Europa. Auf dem Weg zu einer ökumenischen Sozialethik. In: Österreichisches Archiv für Recht & Religion 50, Heft 2 – 3, 201–212.
- 2002 Demokratie in Zeiten der Globalisierung. Aktuelle Herausforderungen. In: Günter Virt (Hg.): Der Globalisierungsprozess. Facetten einer Dynamik aus ethischer und theologischer Perspektive, Freiburg, 115–130.
- 2001 Erinnerung und Versöhnung. Zur politischen Renaissance eines theologischen Konzepts, in: Ingeborg Gabriel / Christa Schnabl / Paul M. Zulehner (Hg.): Einmischungen. Zur politischen Relevanz der Theologie, Ostfildern, 25–47.
- 2000 Arbeit und menschliche Würde, in: Karl Klein / Matthias Tschirf / Helmut Wohnout (Hg.): Was bleibt an sozialer Gerechtigkeit? Gesellschaft und Katholische Soziallehre im neuen Jahrtausend. Wien, 69–85.
- 1999 Aktuelle soziale Entwicklungen als Herausforderungen für die christliche Ethik. In: Walter Krieger / Balthasar Sieberer (Hg.): Caritas - Dienst an Mensch und Gesellschaft, Würzburg, 9–22.
- 1998 Der Beitrag der Religionen zu einem Weltethos. In: Adel T. Khoury / Gottfried Vanoni (Hg.): „Geglaubt habe ich alles, deshalb habe ich geredet“ (Festschrift für Andreas Bsteh zum 65. Geburtstag), Würzburg, 107–124.
- 1997 Gerechtigkeit aus christlicher Sicht. In: Andreas Bsteh / Seyed A. Mirdamadi (Hg.): Gerechtigkeit in den internationalen und interreligiösen Beziehungen in islamischer und christlicher Perspektive, Mödling, 51–72 (auch in Englisch, Persisch und Arabisch publiziert).

Quelle: